# Navadni netopir
Navadni netopir (znanstveno ime Myotis myotis) je velika vrsta netopirjev, razširjena v Evropi, Mali Aziji in na Bližnjem Vzhodu.

## Opis
Odrasel navadni netopir tehta okoli 45 g, kar ga uvršča med največje evropske netopirje. V dolžino zraste med 6,7 in 7,9 cm.
Gobec navadnega netopirja je kratek in širok, uhlji so dolgi in široki. Ima kratko in gosto dlako, ki je na hrbtu rjave, na trebušni strani pa sive barve. Gobec, uhlji in opna na prhutih so rjavo-sive barve.
Samice se poleti med vzgojo mladičev zberejo v velike kolonije, v katere je lahko zbranih do 2000 osebkov. Običajno se zberejo na podstrešjih in cerkvenih zvonikih, pa tudi v podzemnih jamah. Tudi med zimsko hibernacijo se ti netopirji zberejo v kolonije, prezimujejo pa v podzemnih jamah, tunelih, rudniških rovih, pa tudi v večjih kleteh.

## Eholociranje
Navadni netopir se v temi orientira s pomočjo eholociranja na frekvencah med 22 in 86 kHz z največjo energijo pri 37 kHz in povprečno dolžino pulzov 6 ms. Za razliko od večine vrst netopirjev navadni netopir običajno ne lovi med letom, temveč napade žuželke, ko le-te počivajo na vejah ali drugih površinah. Eholociranje ta vrsta netopirjev uporablja le za pomoč pri nočnem letenju in izogibanju oviram, pri lovu pa se pasivno zanaša na sluh.